# Farfetch
ファーフェッチ（英語: Farfetch）は、世界中のデザイナーのアパレル衣料品を扱う、インターナショナル・ファッションEコマースサイト。2008年にポルトガル出身の起業家ジョゼ・ネヴェスによって設立され、ロンドンに本社、ニューヨーク、ロサンゼルス、ギマランイス、ポルト、リスボン、サンパウロ、上海、モスクワ、香港、東京に支店を置く。Farfetchは、コミッションベースにてパートナーブティックと提携しており、各ブティックの売上高の平均30％は本ウェブサイトによるものとされる。
本サイトは、国際市場向けに、英語、フランス語、日本語、中国語、ポルトガル語、韓国語、ドイツ語、ロシア語、スペイン語に翻訳されており、2019年12月現在で、世界各地に4,532人以上の従業員がいる。

## 沿革
Farfetchは、1990年代半ばにシューズブランド「SWEAR」を立ち上げて以来、ファッション業界の立ち上げ事業に関わってきた、ポルトガル出身の起業家、José Neves（ジョゼ・ネヴェス）によって、2008年に創立された。
2001年にネヴェスは、ファッションのライセンス事業と卸売事業とを兼ねた「B Store（ビー・ストア）」を設立、新進気鋭のブランドをブティック店舗へと販売する、ニッチな市場を開拓した。 B Storeブランドを展開していた頃、2007年のパリ・ファッション・ウィークを訪れたジョゼは、バーチャルブティックマーケットのアイデアを思いつく。デイリー・テレグラフ紙の2013年のインタビューで、独立した個別のファッションブティックには、オンラインで販売する場が必要であると認識した背景を、ネヴェスは詳しく語っている。
『多くのブティックオーナーが訪れて私に打ち明けてくれたことは、実に驚くべきことでした。業績は下がり続け、これ以上地元の顧客に頼ることができないのは明らかでしたが、オンラインショップを立ち上げられるような経験が彼らにはありませんでした。素晴らしいテイストを持ちながら、冒険をする余裕がなかったのです』。
ネヴェスがFarfetchウェブサイトを立ち上げたのは、中小の独立したブティックが実店舗で、その店独自のアイデンティティを保持しつつ、業界で勝ち残っていけるようにするためだった。2013年のエコノミスト紙の記事でもこの点について触れている。『Farfetchは実店舗にこだわり、個々のブティックが独自のアイデンティティを確保しつつ、市場での地位を向上させるような場を提供した』。
まず、2010年7月に投資会社Advent Venture Partnersから、450万ドルを出資を取り付け、ブラジル、北米、ヨーロッパの市場を拡大。これに続き、同社およびIndex Ventures、eVenture Capital Partnersから、合計1800万ドルの出資を受けた。
2013年3月には、さらなる2000万ドルの出資が、世界的な出版メディア会社であるCondé Nast Internationalから発表され、2014年の5月にも同社を含む数社から再出資を受けて、合計6600万ドルもの投資が実現した。
ビジネスの鍵となる画期的な節目は2015年3月、Farfetchがソフトウェア会社のDST Global率いる投資家グループから、さらに8600万ドルの出資を受けた時に訪れた。その後のシリーズEの投資ラウンドでは、Advent Ventures PartnersやCondé Nast International、Index Ventures、Novel TMT、eVentures、Vitruvian Partnersなどによる投資額が、1億9500万ドル以上にも及んだ。これを受けて、Farfetchは2015年5月に、ロンドンを拠点とする著名高級ブティック、Brownsの買収を発表。 同年、週刊誌のPrivate Eyeは、Farfetchがいわゆるユニコーン企業に成長したと綴った。
2018年8月、ニューヨーク証券取引所への株式公開を申請。9月21日、同証券取引所における取引が開始された。
2019年8月にオフホワイト(OFF-WHITE c/o VIRGIL ABLOH) を傘下に持つNEW GUARDS GROUPを6億7500万ドルで買収し100％子会社化。

## マネジメント
Farfetch は現在、CEOであり創業者の ジョゼ・ネヴェス（José Neves）がすべての戦略や決断を指揮している。オンラインマーケティング、会計、人事、カスタマーサービスなどの日々の業務運営を管理・監督しているのは、COO（最高執行責任者）のアンドリュー・ロブ（Andrew Robb）。メディア企業Bauer Mediaにて、Cocosaという高級ブランドセールサイトの取締役を務めていた彼は、2010年6月に、Farfetchに参画した。
ロブの任命と同時に、スザンヌ‐タイド・フレイター（Susanne-Tide Frater）をブランド＆戦略ディレクターに抜擢したことは同社の重要な人事配置として知られる。フレイターは、かつて英老舗高級デパートのハロッズやセルフリッジズでクリエイティブ・ダイレクターを務め、ファッションブランドのヴィクトリア・ベッカムでファッション・ダイレクターを務めた経歴がある。
CTO（最高技術責任者）のCipriano Sousaは、創立メンバーであり、ITチームの日々の運営を任されている。Farfetch以前は、ネヴェスのB Storeをはじめ、中小のファッション・ブティックのITインフラやウェブ機能の整備などに尽力していた。
2013年3月のCondé Nast Internationalの投資ラウンドに続いて、2人のシニアマネジャーがFarfetchの事業拡大のために参画。8月にまず、マーケティングやPR、エディトリアルやソーシャルメディアなどの広報事業を司るCMO（最高マーケティング責任者）に、ステファニー・ホートン（Stephanie Horton）を抜擢。ホートンの前職は、デザイナーブランドのオンラインショップ、Shopbobのグローバル通信責任者であり、それ以前はヴォーグ誌の制作部門で取締役を務めていたこともある。
その後10月には、大手ブランドのアレキサンダー・マックイーンにて営業取締役を務めていたジョルジョ・ベローリ（Giorgio Belloli）を、コマーシャル戦略や営業開発を率いるCCO（最高コマーシャル責任者）に任命した。
2015年3月の投資に伴い、事業はさらに拡大し、新たなマネジメント陣が加わった。同年8月に、Dell やApple、Skype、Expediaで豊富な経験のあるJohn Veichmanisを、オンラインマーケティング部の副部長に抜擢。また、大手オンラインショップASOSや大手スーパーのSainsbury'sで財務マネジメントに就いていたエリオット・ジョーダン（Elliot Jordan）をCFO（最高財務責任者）に迎えた。さらにEphraim Luftを、製品開発やユーザーインタラクションを司るCPO（最高プロダクト責任者）として任命。彼はハーバード・ビジネス・スクールの博士課程を修了しており、マイクロソフトや広告会社のMassive Incorporated、オンラインメディアのPOPSUGARなど、デジタルテクノロジー業界では15年のキャリアを有している。

## 現在のサイト運営
Farfetchは現在、ファッション関連商品を、400以上に及ぶブティックから170以上の国に販売・配送している。2014年9月時点で、サイト上の『年間商品売上げは1億6700万ポンド以上』。事業は拡大し続け、2013年には、2000を超える世界的に著名なファッションブランドの商品を取り扱うに至り、サイト訪問者は週に430万人にのぼる。Farfetchの顧客の平均消費額は、1オーダーにつき680ドルと2013年3月のニューヨーク・タイムズ紙は伝えている。
同サイトでは、ファッションブランドを、ハイエンドの高級ブランドを集めた「luxe（ラグジュアリー）」と、実験的なデザインを特徴とする新進気鋭ファッションレーベルを集めた「labo（ラボラトリー）」の２つに分けている。2014年9月までは、「contemporary（コンテンポラリー）」というカジュアルウェアを扱うカテゴリーが存在していたが、サイト上のナビゲーションをより簡易なものにするため、「labo」カテゴリーへと吸収させた。
Farfetchの収益のほとんどは、ValentinoやSaint Laurent、Givenchy、Comme des Garconsといった高級ブランドの売上げによるものだが、知名度がそれほど高くない新進気鋭のファッションレーベルも、事業上重要な位置を占めているという。最高マーケティング責任のステファニー・ホートンは、Farfetchの業界での立ち位置をその幅広い品揃えから『やや革新的』と説明している。彼女いわく、この品揃えのおかげで、『世界の多様な顧客』にアピールできているという。
Farfetchは、こういった気鋭の新興レーベルを、英国ファッション評議会が主催するブランド展示会「ロンドン・ショールームス（London Showrooms）」を後援することで、英国デザイナーを積極的に支援・宣伝している。また、ブラジルを拠点とするブティックから15のブランドを選び、「Destination Brazil」と題し、『グローバルな消費者』にその魅力を伝える販促プロジェクトも実施している。Farfetchは、『新鮮なコレクションを新たな地域で展開する新しいブティック』を発掘することで、中小のブティックや新興レーベルをサポートし続けている。
2014年10月時点で、Farfetchは英国、アメリカ、ポルトガル、ブラジル、そして新オフィスである東京のオフィスに502人の従業員を確保。2013年のCondé Nastの投資に続き、Farfetchは、アメリカ、ドイツ、東欧、スカンジナビア、日本での市場シェア率を高め、知名度を上げるための事業拡大プログラムを開始させた。この一環として、2014年8月にロシア、韓国市場に向けたローカル言語サイトが誕生、10月に中国語版、日本語版も続いた。ヨーロッパ市場、アメリカ・ブラジル市場向けにはすでに英語、フランス語、ドイツ語、スペイン語、ポルトガル語のローカルサイトが存在しており、現在合計９ヵ国語の言語にてサイトが運営されている。

## 受賞歴
Farfetchとその代表者は多くのファッション業界やEコマース関連の表彰を受けている。
- The Drapers E-tail Awards　ベスト・ニュー・Eテイラー・アウォード受賞[22]
- The European Tech Start-up Awards　ベスト・ファッション・スタートアップ賞受賞[23]
- Rakuten Affiliate Marketing主催Golden Link Awards　ライジング・スター・アドバタイザー受賞[24]
- The Luxury Briefing Awards　デジタル・ダイレクション受賞
- Digital Masters Awards　ジョゼ・ネヴェスがCEO of the year受賞[25]
- Digital Masters Awards　アンドリュー・ロブがExcellence in General Management受賞[25]
- WGSN Global Fashion Awards　ベスト・Eストア賞受賞
- Performance Marketing Awards　ベスト・オーガニック・サーチ・キャンペーン受賞[26]
- Performance Marketing Awards　グランプリ受賞[26]